# Проскуровка (Хмельницкая область)
Проскуровка (укр. Проскурівка) — село в Ярмолинецком районе Хмельницкой области Украины.

## История
В июле 1995 года Кабинет министров Украины утвердил решение о приватизации находившегося здесь совхоза "Проскуровка".
Население по переписи 2001 года составляло 940 человек.

## Местный совет
32164, Хмельницкая обл., Ярмолинецкий р-н, с. Проскуровка